# 20e législature du Québec
 (septembre 2022).

La 20e législature du Québec est un cycle parlementaire de l'Assemblée nationale du Québec qui débute le 7 octobre 1936 à la suite des élections générales du 17 août 1936.
Elle a lieu dans un contexte d'incertitudes internationales et de changements politiques majeurs, notamment en Europe, observée de loin par l'Amérique du Nord qui choisit de ne pas agir face à la montée de puissances totalitaires.

## Projets de loi marquants
Durant la 20e législature, il s'est tenu quatre sessions parlementaires.

### 1resession
La 1re session parlementaire de la législature s'est déroulée du 7 octobre 1936 au 12 novembre 1936.

### 2esession
La 2e session parlementaire de la législature s'est déroulée du 24 février 1937 au 27 mai 1937.

### 3esession
La 3e session parlementaire de la législature s'est déroulée du 26 janvier 1938 au 12 avril 1938.

### 4esession
La 4e session parlementaire de la législature s'est déroulée du 18 janvier 1939 au 28 avril 1939.